# Biegi narciarskie na Zimowych Igrzyskach Olimpijskich 2006 – sztafeta 4 × 10 km mężczyzn
Sztafeta mężczyzn rozgrywana w ramach biegów narciarskich na Zimowych Igrzyskach Olimpijskich 2006 odbyła się 19 lutego w Pragelato. W każdym zespole znajdowało się czterech zawodników, którzy do przebiegnięcia mieli po 10 km każdy. Dwie zmiany rozgrywane były techniką klasyczną, a dwie kolejne - dowolną.

## Terminarz
| Data      | Konkurencja | Godzina rozpoczęcia | Godzina rozpoczęcia |
| Data      | Konkurencja | Czas CET            |                     |
| --------- | ----------- | ------------------- | ------------------- |
| 19 lutego | Finał       | 10:00               |                     |

## Wyniki
| Miejsce | Nr | Drużyna                                                                                          | Czas                                      | Strata  |
| ------- | -- | ------------------------------------------------------------------------------------------------ | ----------------------------------------- | ------- |
| 1.      | 4  | Włochy · Fulvio Valbusa · Giorgio Di Centa · Pietro Piller Cottrer · Cristian Zorzi              | 1:43:45,7 25:54,0 26:50,6 24:59,1 26:02,0 | —       |
| 2.      | 2  | Niemcy · Andreas Schlütter · Jens Filbrich · René Sommerfeldt · Tobias Angerer                   | 1:44:01,4 25:53,9 26:50,2 25:18,9 25:58,4 | +15,7   |
| 3.      | 7  | Szwecja · Mats Larsson · Johan Olsson · Anders Södergren · Mathias Fredriksson                   | 1:44:01,7 25:53,4 26:55,4 25:00,5 26:12,4 | +16,0   |
| 4.      | 6  | Francja · Christophe Perrillat-Collomb · Alexandre Rousselet · Emmanuel Jonnier · Vincent Vittoz | 1:44:22,8 26:05,4 26:46,2 25:47,1 25:44,1 | +37,1   |
| 5.      | 1  | Norwegia · Jens Arne Svartedal · Odd-Bjørn Hjelmeset · Frode Estil · Tore Ruud Hofstad           | 1:44:56,3 25:53,0 26:50,8 25:42,8 26:29,7 | +1:10,6 |
| 6.      | 3  | Rosja · Siergiej Nowikow · Wasilij Roczew · Iwan Ałypow · Jewgienij Diemientjew                  | 1:45:09,9 26:03,7 26:39,8 25:58,2 26:28,2 | +1:24,2 |
| 7.      | 15 | Szwajcaria · Reto Burgermeister · Christian Stebler · Toni Livers · Remo Fischer                 | 1:45:10,9 26:02,0 26:50,2 25:46,4 26:32,3 | +1:25,2 |
| 8.      | 9  | Estonia · Aivar Rehemaa · Andrus Veerpalu · Jaak Mae · Kaspar Kokk                               | 1:45:23,8 26:45,7 26:39,9 25:32,0 26:26,2 | +1:38,1 |
| 9.      | 8  | Czechy · Martin Koukal · Lukáš Bauer · Jiří Magál · Dušan Kožíšek                                | 1:46:03,3 26:01,6 26:41,3 25:19,6 28:00,8 | +2:17,6 |
| 10.     | 12 | Finlandia · Sami Jauhojärvi · Tero Similä · Olli Ohtonen · Teemu Kattilakoski                    | 1:46:36,1 25:56,1 27:28,9 25:53,4 27:17,7 | +2:50,4 |
| 11.     | 13 | Kanada · Devon Kershaw · Sean Crooks · Chris Jeffries · George Grey                              | 1:48:15,9 25:52,3 29:30,6 26:02,3 26:50,7 | +4:30,2 |
| 12.     | 11 | Stany Zjednoczone · Kris Freeman · Lars Flora · Andrew Johnson · Carl Swenson                    | 1:48:44,2 26:03,1 28:27,8 26:44,1 27:29,2 | +4:58,5 |
| 13.     | 10 | Kazachstan · Andriej Gołowko · Dmitrij Jeriomienko · Maksim Odnoworcew · Jewgienij Koszewoj      | 1:49:03,6 26:03,5 27:48,5 26:18,9 28:52,7 | +5:17,9 |
| 14.     | 14 | Ukraina · Roman Łejbiuk · Wołodymyr Olszanski · Ołeksandr Pucko · Mychajło Humeniak              | 1:50:01,9 26:36,7 28:32,5 26:28,5 28:24,2 | +6:16,2 |
| 15.     | 16 | Chiny · Xia Wan · Li Geilang · Zhang Chengye · Zhang Qing                                        | 1:50:40,5 27:27,9 28:46,3 26:23,6 28:02,7 | +6:54,8 |
| DSQ.    | 5  | Austria · Martin Tauber · Jürgen Pinter · Roland Diethart · Johannes Eder                        | LAP 28:07,5 27:59,5 26:58,2 LAP           |         |